# Kommerzijl
Kommerzijl (Gronings: Kommerziel), tot eind 17e eeuw Opslachterzijl genoemd, is een dijkdorp in de gemeente Westerkwartier in de Nederlandse provincie Groningen, gelegen aan de Kommerzijlsterdiep, dat na het dorp verdergaat als Kommerzijlsterriet en uitmondt in het Reitdiep. Ten westen van het dorp ligt de Ruigewaard en ten oosten het Humsterland. Kommerzijl heeft 500 inwoners (1 januari 2023). De Groningse scheldnaam voor de inwoners is Spierens (spieringen), mogelijk omdat ze vroeger erg mager werden bevonden.
Tot midden 17e eeuw was de naam Opslagterzijl in zwang voor zijl en dorp. De naam Kommerzijl komt voor het eerst voor in 1602. De achtervoeging zijl verwijst naar de schutsluis (zijl) waarom het dorp ontstond. Voor de stam kommer zijn twee verklaringen: Het zou kunnen verwijzen naar de kom (haventje) achter de dijk, waar de schepen lagen of het zou kunnen verwijzen naar de 'kommer' (de zorg) die gepaard ging met aanleg en het onderhoud van de zijl. De schans en de zijl zijn terug te zien in het wapen van Kommerzijl, dat voor het 400-jarig bestaan werd ontworpen.

## Geschiedenis

### Ontstaan van Kommerzijl
Kort voor 1600 zal Kommerzijl zijn ontstaan. De oudst bekende vermelding van dit dorp staat opgetekend in een afrekening uit 1602 van pachtrenten uit landerijen die de provincie van de opgeheven kloosters had overgenomen. Rentmeester Johan Lutma registreerde dat jaar betreffende bezittingen van het voormalig nonnenklooster te Kuzemer een jaarlijkse rent van 3 daalder, afkomstig van de Wybesmaheerd, gelegen bij "Kummerzijll". Het dorp dat nog niet veel meer was dan een paar huizen bij een nieuwe sluis, was dus toen al onder die naam bekend. Als eigenaresse van de Wybesmaheerd werd Ursula Canter genoemd, de rijke weduwe van Evert van Asschendorp. Zij had rond 1595 de Reitsemaborg te Grijpskerk gekocht.

### Voorgeschiedenis: Schans de Opslag
Op de plek van Kommerzijl was rond 1572 een schans aangelegd (vierhoekig met 4 rondelen) op verzoek van Wigbold van Ewsum, de borgheer van Nienoord te Leek. Hij had eerder tijdens buitenlandse reizen inspiratie opgedaan voor zelnering; zoutwinning uit vloedwater. Een jaar eerder had Wigbold een compagnie opgericht (Nordsalzburg) die in dit gebied, dat in open verbinding stond met de zee, met zoutwinning was begonnen uit de zouthoudende veenlaag die zich onder de bovenste kleilaag bevond. De Schans was nodig om het terrein van de compagnie te beschermen, vooral tegen de geuzen, die in 1572 Brielle hadden veroverd en vervolgens voortdurend invallen deden in deze kuststreken. Omdat bij de aanleg van de schans de dijk langs de uitwateringsriet werd verhoogd, kreeg de schans de naam "De Opslag" (of De Opslach). De leden van de compagnie kregen echter ruzie, hetgeen uitliep op een bezetting van de schans door Van Ewsum zelf in 1577 nadat factor Raesfeld hem geweigerd had geld te betalen. Twee jaar later werd de compagnie ontbonden. De zoutziederij stopte daarop (de naam van het dorpshuis 'de Soltketen' herinnert nog aan de zoutketels die hiervoor werden gebruikt), maar de schans ervoor bleef, zij het dat de stad Groningen uit boosheid over de bezetting van deze relatief strategisch gelegen schans door 'Ommelanders' dreigde haar te slechten.
Door het "verraad" van de stadhouder Rennenberg in 1580 kwam de stad Groningen met de Ommelanden, Drenthe en grote delen van Overijssel en Lingen weer in katholieke, Spaanse handen. Friesland kwam met succes in opstand en werd geheel Staats en als gewest aan de Republiek der Zeven Verenigde Nederlanden toegevoegd. Door de geografische ligging kregen toen de Bomsterschans (waar Niezijl ging ontstaan) en de Opslachterschans een belangrijke strategische betekenis. De Bomsterschans werd een jaar later door de Staatse troepen veroverd en zou vervolgens jarenlang de enige plek in de Ommelanden blijven waar de Spanjaarden niets meer te vertellen hadden.
De vlakbijgelegen Opslachterschans bleef echter voortdurend van bezetter wisselen; Rennenberg liet de schans aanvankelijk slechten, maar daarop werd deze veroverd door watergeus Diederik Sonoy, die hem weer opbouwde en er een garnizoen plaatste. In 1580 belegerde Rennenberg de schans na zijn overwinning in de Slag op de Hardenbergerheide, waarop vanuit Friesland een ontzettingsleger van 200 man onder leiding van Gerrit van Renesse werd gestuurd, dat echter werd verslagen op de dijk bij Visvliet. De bezetting gaf zich daarop op 3 juli 1580 wegens voedselgebrek over en kreeg een vrije aftocht onder voorwaarde van 3 maanden wapenstilstand.
Op 28 juli werd de schans echter weer ingenomen door de staatse leider Hohenlohe doordat de Spanjaarden druk doende waren met het Beleg van Delfzijl, dat echter een dag later werd veroverd. Rennenberg sloeg daarop opnieuw het beleg voor de versterkte schans, waarop de situatie zich herhaalde; de verdedigers gaven de schans op op voorwaarde van een vrije aftocht. Rennenberg liet de schans daarop opnieuw slechten en stak alles in brand wat er maar kon branden.
Echter, nadat staatse troepen in een voorbereiding om te pogen Groningen te veroveren de schans bij Enumatil hadden veroverd, liet Verdugo de Opslag weer opbouwen in 1589 onder leiding van Lambert de Croisellers met als doel een dam aan te leggen om de Riet af te sluiten en zo de Bomsterschans (die al verschillende malen tevergeefs was belegerd door de Spanjaarden en een tijdlang het enige Staatse steunpunt vormde in de Ommelanden) af te snijden van de toevoer over zee. Voor de heraanleg werden materiaal en werkkrachten geronseld onder de bevolking, die daarom niet echt meewerkte, waardoor de bouw vertraging opliep. Verdugo heroverde daarop in 1590 de schans bij Enumatil, maar de aarden dam wist de Riet echter niet te stoppen en pogingen om deze te versterken met dijkvorken mislukten doordat de bevolking beweerde deze niet te bezitten, ook niet na bedreiging met inkwartiering. Een onverwachte drie dagen durende storm op 16 augustus 1590 leidde tot een overstroming van het Spaanse kamp, waarbij veel soldaten en hun vrouwen verdronken. In 1591 startte een groot staats offensief, waarbij de schans weer werd belegerd. De Luxemburgse bevelhebber Johan de Quenoy la Ville wilde zich pas overgeven (met vrije aftocht) nadat de Staatse troepen het rondeel hadden platgeschoten. Toen in 1594 de stad Groningen door de stadhouders Maurits en Willem Lodewijk werd ingenomen, kon het gewest Stad en Lande eindelijk als laatste bij de Republiek worden gevoegd. De beide genoemden Schansen verloren hun militaire betekenis en werden kort daarop grotendeels geslecht.

### De Kommerzijl
Met het afbreken van de schans kwamen de eerste plannen voor het afdammen van de Riet, ditmaal met een zijl, die diende als spilsluis en schutsluis. De provincie liet in 1595 stenen en hout van de kloosters van Aduard en Kuzemer, die waren geconfisqueerd als onderdeel van de reductie, achteruit leggen voor de aanleg van deze zijl. Er ontstond echter onenigheid over de verdeling van de kosten van aanleg tussen de landeigenaren van Langewold en Humsterland aan de ene zijde en die van het verder weg gelegen Vredewold aan de andere zijde, waarop de provincie een commissie instelde die het geschil enigszins wist bij te leggen.
In 1598 werden een voorlopige zijl en een erbij behorende dijk voltooid. Achter deze dijk lag als het ware een kom, die met eb leeg stroomde en met vloed zich vulde met zeewater van de Lauwerszee. De schepen vonden hier een schuilplaats. Op de kaart is te zien, dat het dorp in een trechter van dijken ligt en de Lauwerszee de buurman was, een gevaarlijke buurman. Het bestuur over de zijl kwam in handen van drie grietmannen; van de Nijesloterzijl, Bomsterzijl en de Niehoofdsterzijl (de drie eerder genoemde gebieden), die samen het Opslagterzijlvest vormden (midden 17e eeuw gewijzigd in Kommerzijlvest), dat vergaderde in Kommerzijl. De uitwateringssluis bleef in gebruik tot 1877 (toen de zeesluis bij Zoutkamp in dienst werd gesteld), de Kommerzijlvest ging in 1864 op in het waterschap Westerkwartier, dat in 1995 opging in het Noorderzijlvest. In een document uit 1651 wordt gesproken van twee zijlen. Rondom deze zijlen ontstond het dorp Kommerzijl, dat tot 1672 ook in documenten wordt genoemd als Opslachterzijl (opslach betekende 'opgeworpen schans').
Buiten de zijl sloot het Kommerzijlsterdiep via een vaargeul vroeger aan op de Lauwers, maar dit 'Oude Canaal' slibde dicht in de 17e eeuw, waarop in 1739 werd besloten tot het graven van het 'Nieuwe Canaal' naar het Botsgat in het Reitdiep (voor 32.157 gulden, een zeer groot bedrag voor die tijd). Bij het Botsgat werd geen sluis aangelegd, zodat de Kommerzijl haar functie behield. De zijl werd in 1787 geheel opnieuw opgemetseld uit steen. De drie toenmalige grietmannen lieten daarbij hun wapens erin uithouwen, maar na de Bataafse Revolutie werden deze wapens er weer afgehouwen, misschien als voortvloeisel van een overheidspublicatie uit 1798, waarin opgeroepen werd tot het weghalen van wapens uit publieke gebouwen, kerken, van koetsen en dergelijke. Nadat de sluis in 1877 haar functie verloor, werd deze rond 1900 vervangen door een nieuw exemplaar dat gebruikt werd voor de waterdoorlating en waterkering en als keersluis. Bij de sluis werd in 1902 een sluiswachterswoning gebouwd.
Tegen het einde van de 20e eeuw was de sluis vervallen en werden de verrotte sluisdeuren weggehaald omdat ze een gevaar vormden voor waterrecreanten. Tot herplaatsing is het tot op heden niet gekomen.

### Geschiedenis van het dorp
Kommerzijl ontstond als een gehucht (plaats zonder kerk) in het land achter zijl en dijk. Reeds begin 17e eeuw stond er een molen, daar een document uit 1628 spreekt van de sloop hiervan in opdracht van Provinciale Staten; het aantal molens in de provincie was aan een maximum gebonden. Rond 1650 werd tevergeefs gepoogd om een lagere school van de grond te krijgen in het dorp. Bij de volkstelling van 1795 woonden er nog slechts 95 mensen (op 'de Waarden' woonden echter nog 288 mensen), maar met de bedijking van de Ruigewaard door de uit Friesland afkomstige gebroeders Teenstra (op eigen kosten binnen twee jaar) in 1797 veranderde dit. Er kwamen daardoor meer mensen in dit gebied te wonen, waardoor er behoefte ontstond aan een school (in 1812 kon volgens het naamgevingsregister van Grijpskerk 48% van de Kommerzijlster en Waardster gezinshoofden zijn eigen naam niet schrijven), waarvoor Kommerzijl in aanmerking kwam, waar toen reeds een herberg (ontmoetingsplaats) gevestigd was. De gebroeders Teenstra, die zich vestigden op twee imposante boerderijen op de Ruigezand, lieten daarop waarschijnlijk in 1809 (toen werd een leraar aangetrokken) een huis inrichten als school, die ze zelf ondersteunden met een jaarlijkse toelage. In 1818 kwam wederom met steun van de Teenstra's een schoolgebouw gereed ten oosten van de Kommerzijlsterriet.
In 1811 werden de meeste gemeenten ingesteld, waarbij het gehucht langs de Kommerzijlsterriet werd gesplitst over de gemeenten Grijpskerk (westen) en Oldehove (oosten), een situatie die gehandhaafd bleef tot de instelling van de nieuwe gemeente Zuidhorn in 1990.
In 1840 kreeg het gehucht vanwege de grote toename van het aantal inwoners van de plaats (in 1837 waren het er 237) de beschikking over een begraafplaats. In hetzelfde jaar werd ondanks protesten van molenaars uit Niezijl en Niehove een koninklijke vergunning verstrekt voor de bouw van een korenmolen in het dorp, die echter in 1934 volledig is afgebrand. In 1857 werd in het kader van een provinciaal wegenbouwprogramma voor een betere aansluiting van het Noordelijk Westerkwartier op de stad Groningen onder andere een 'kunstweg' (grindweg) aangelegd van Oldehove via Kommerzijl naar Niezijl over de bestaande kleiweg, met aan de afslag naar de Lageweg een tolhek. De gemeente verbeterde daarop zelf de weg langs de Waarddijk naar Pieterzijl.
In 1872 werd de spaarbank 'De Vereeniging' opgericht, die tot 1970 bleef bestaan in het dorp (nu onderdeel van SNS Bank). In 1879 was het aantal inwoners gestegen tot 528, waarvan 311 in de gemeente Grijpskerk en 217 in de gemeente Oldehove. Dit aantal steeg tot 638 in 1960, maar is sindsdien gedaald tot ongeveer 500. In 1911 werd er een christelijke school gesticht in het dorp (de Rietstek) en een jaar later een gereformeerde kerkgemeente, die werd afgesplitst van die van Niezijl. In 1913 werd hiervoor een kerk voltooid.
Na de Tweede Wereldoorlog liep het dorp steeds verder leeg als gevolg van de landbouwmechanisatie, waardoor jongeren werk buiten het dorp moesten gaan zoeken. Door landbouwers uit de omgeving werden in opdracht van boeren uit de omgeving en de middenstand van Kommerzijl 20 arbeiderswoningen gebouwd in het dorp om het eigen boerenpersoneel een kwalitatief onderkomen te kunnen bieden en daarmee tevens de voorzieningen in het dorp op peil te kunnen houden. De leegloop bleef bij gebrek aan woningen echter doorgaan, waarop in 1971 door de gemeente Oldehove een nieuw woningbouwplan werd opgesteld voor de bouw van 12 woningen in het dorp. Dit werd gevolgd door de aanleg van een tennisbaan en een ijsbaan, alsook een aantal bejaardenwoningen. De luidruchtige brug werd vernieuwd voor een geluidsarmer exemplaar.
In de jaren 1990 waren er plannen voor een gasopslag nabij Kommerzijl, waarop bewoners wisten te bewerkstelligen dat deze zou worden opgeschoven en visueel van het dorp zou worden gescheiden middels een dorpspark (landschappelijke inpassing) met natuur en speeltoestellen. De ijsbaan werd naar een van de vijvers aldaar verplaatst. Begin 21e eeuw werden een aantal vrijstaande woningen gebouwd aan de 'Appelhof' aan de ingang naar het dorp vanaf Niezijl. Tussen 2003 en 2006 werd een dorpsvernieuwingsplan doorgevoerd, waarbij de straten en straatverlichting werden vernieuwd en nieuw straatgroen en parkeerplaatsen zijn aangelegd.

## Voorzieningen
Kommerzijl heeft ondanks haar kleine inwonertal een behoorlijk aantal voorzieningen. Voor primair onderwijs is er Christelijke basisschool De Rietstek. Verder heeft het dorp twee kinderopvang organisaties. Ook heeft het dorp een Dorpshuis; De Solketen en een sportveld. In het centrum van het dorp zijn een café/cafetaria en een warme bakker gevestigd. Ook heeft het dorp een kapsalon. 

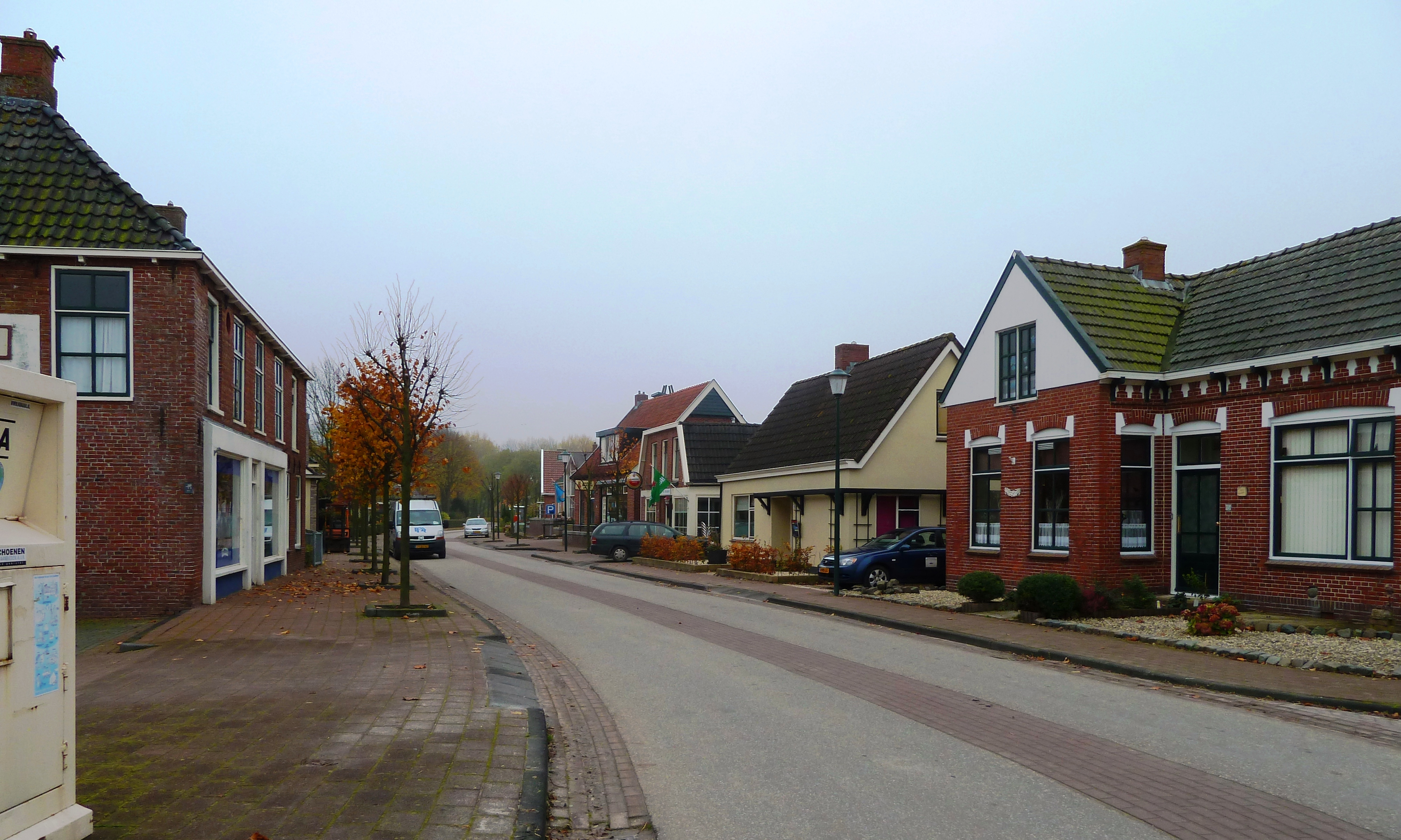
Dorpstraat richting Niezijl met rechtsachter bakkerij 'Smit'
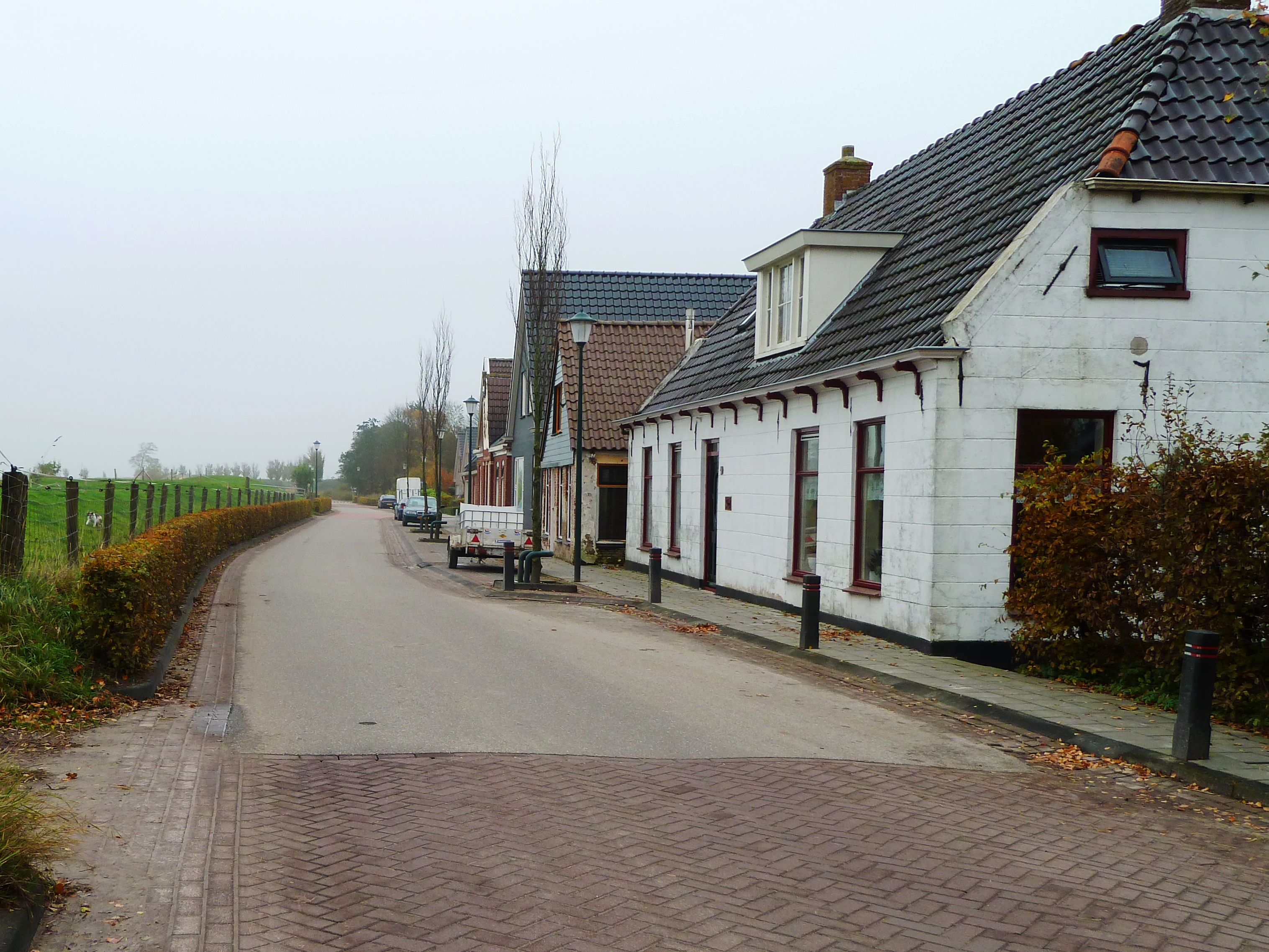
Pamaweg richting Oldehove
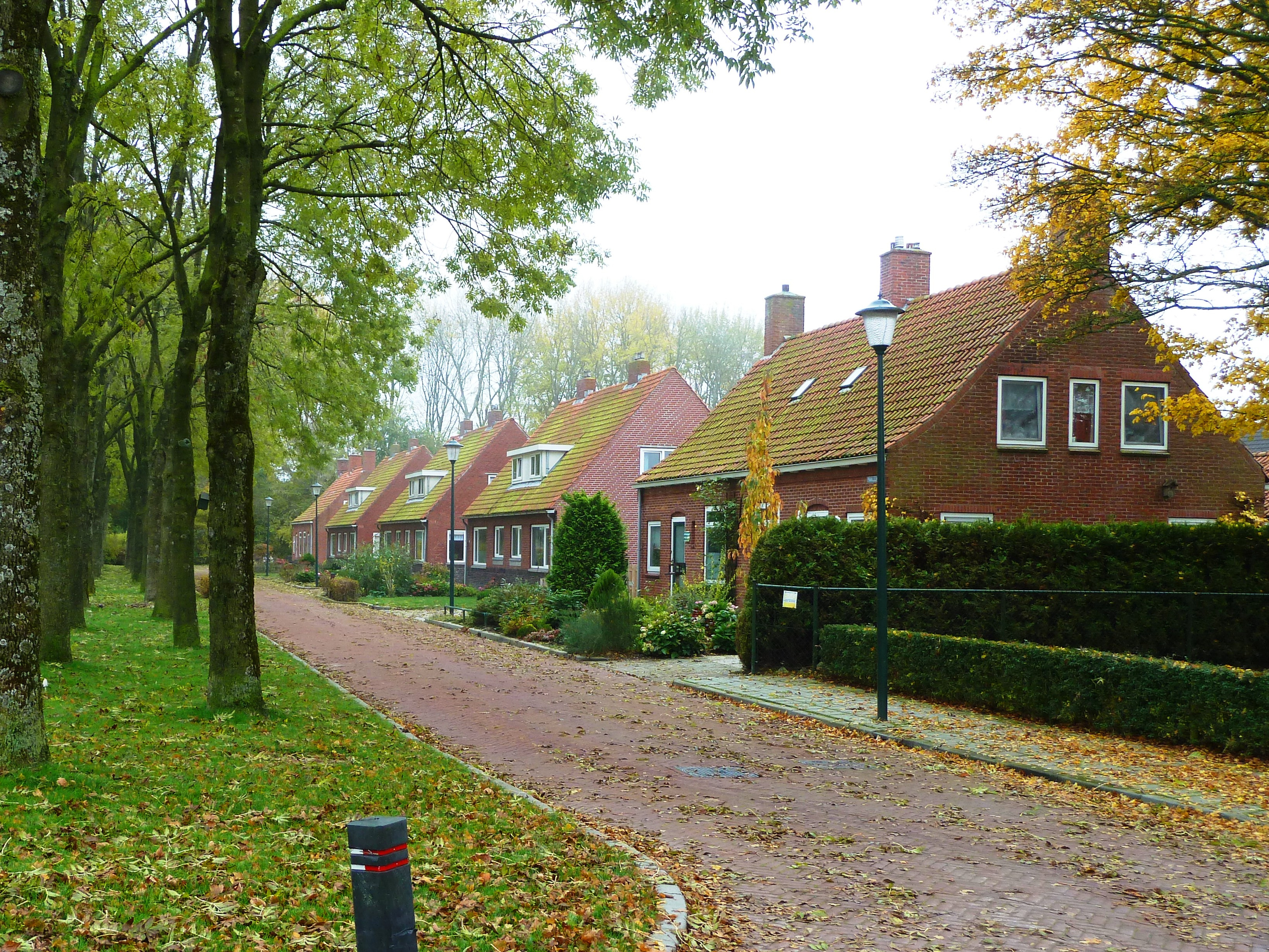
Parallelweg naast de Dorpstraat
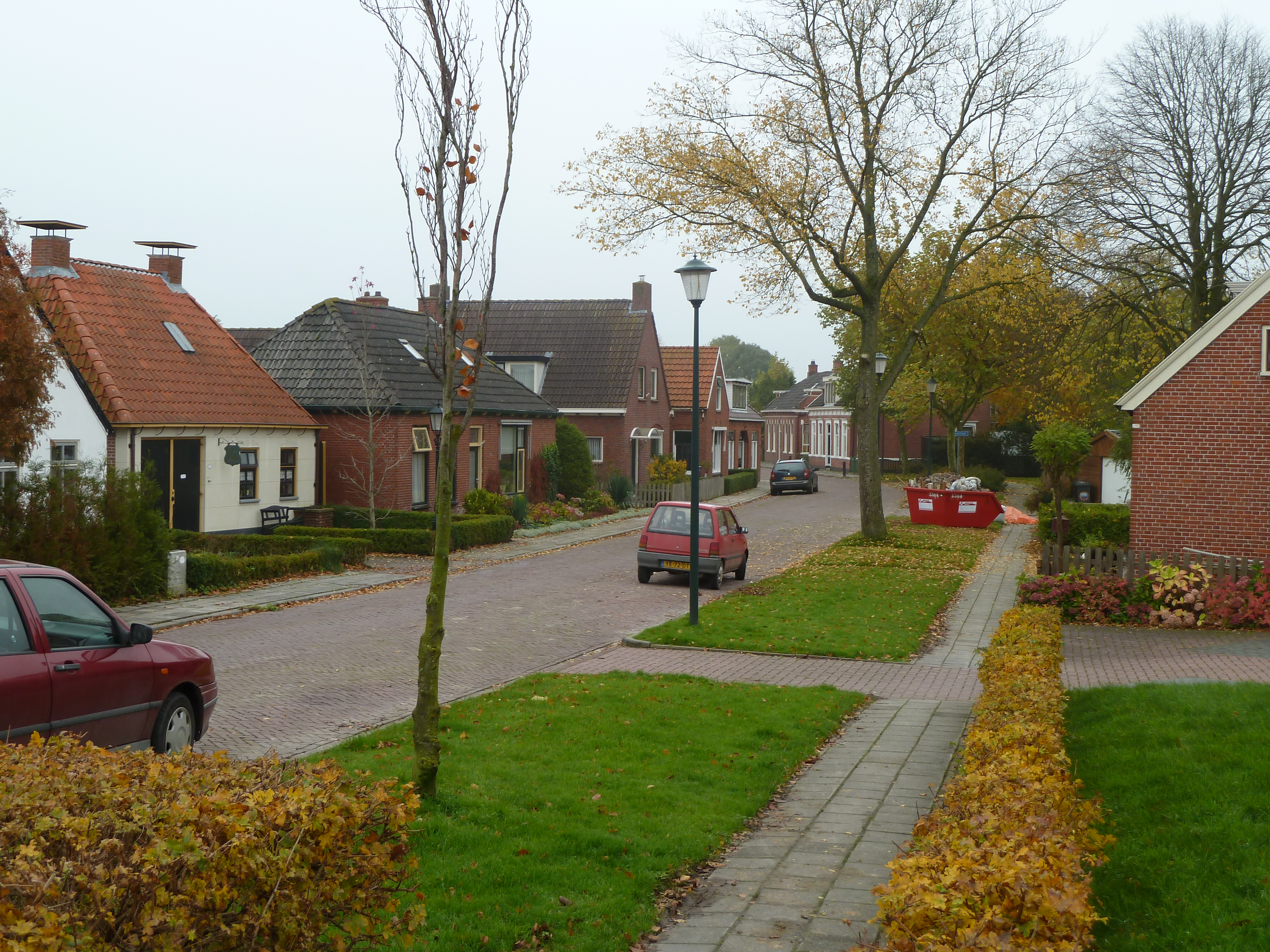
Zijlveststraat, een zijweg van de Pamaweg
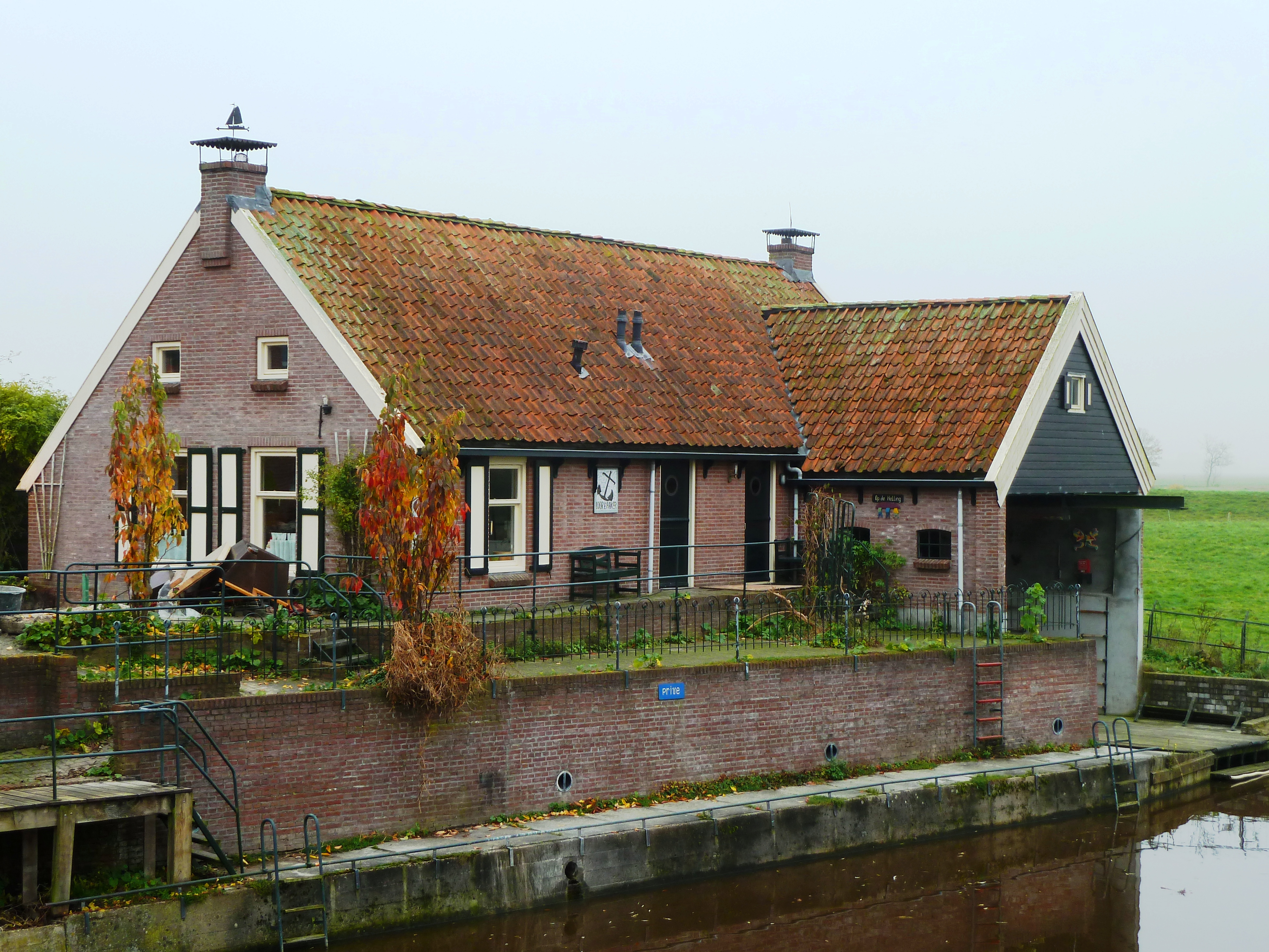
Recreatiewoning (ca. 2000) aan de Kommerzijlsterriet

## Demografie
| 95 | 217² | 201² | 491 | 506 | 499 | 274³ | 463 | 549 | 599 | 684 | 520 | 460 | 470 | 520 | 525 | 577 | 551 | 510 | 505 | 559 |
| Data afkomstig van volkstellingen.nl, gemeente Westerkwartier & CBS. ¹inc. buiten kom ²Alleen Oldehoofdse deel ³Alleen Grijpskerkse deel |      |      |     |     |     |      |     |     |     |     |     |     |     |     |     |     |     |     |     |     |

## Geboren
- Wiepke Harm Timersma (1896-1944), verzetsstrijder (Tweede Wereldoorlog)
- Jan Wiegers (1893-1959), expressionistisch schilder (De Ploeg)